# Camponotus orinobates
Camponotus orinobates är en myrart som beskrevs av Santschi 1919. Camponotus orinobates ingår i släktet hästmyror, och familjen myror. Inga underarter finns listade.